# Virendra Singh (físico)
Virendra Singh (nacido el 8 de junio de 1938) es un físico teórico indio y ex profesor de la cátedra CV Raman y director del Instituto Tata de Investigación Fundamental (TIFR). Conocido por su investigación en física de alta energía, Singh es miembro electo de las tres principales academias de ciencias de la India : la Academia Nacional de Ciencias de la India, la Academia de Ciencias de la India y la Academia Nacional de Ciencias de la India, así como la Academia Mundial de Ciencias. El Consejo de Investigación Científica e Industrial, la agencia principal del Gobierno de la India para la investigación científica, le otorgó el Premio Shanti Swarup Bhatnagar de Ciencia y Tecnología, uno de los premios científicos más importantes de la India, por sus contribuciones a las Ciencias Físicas en 1973.

## Biografía

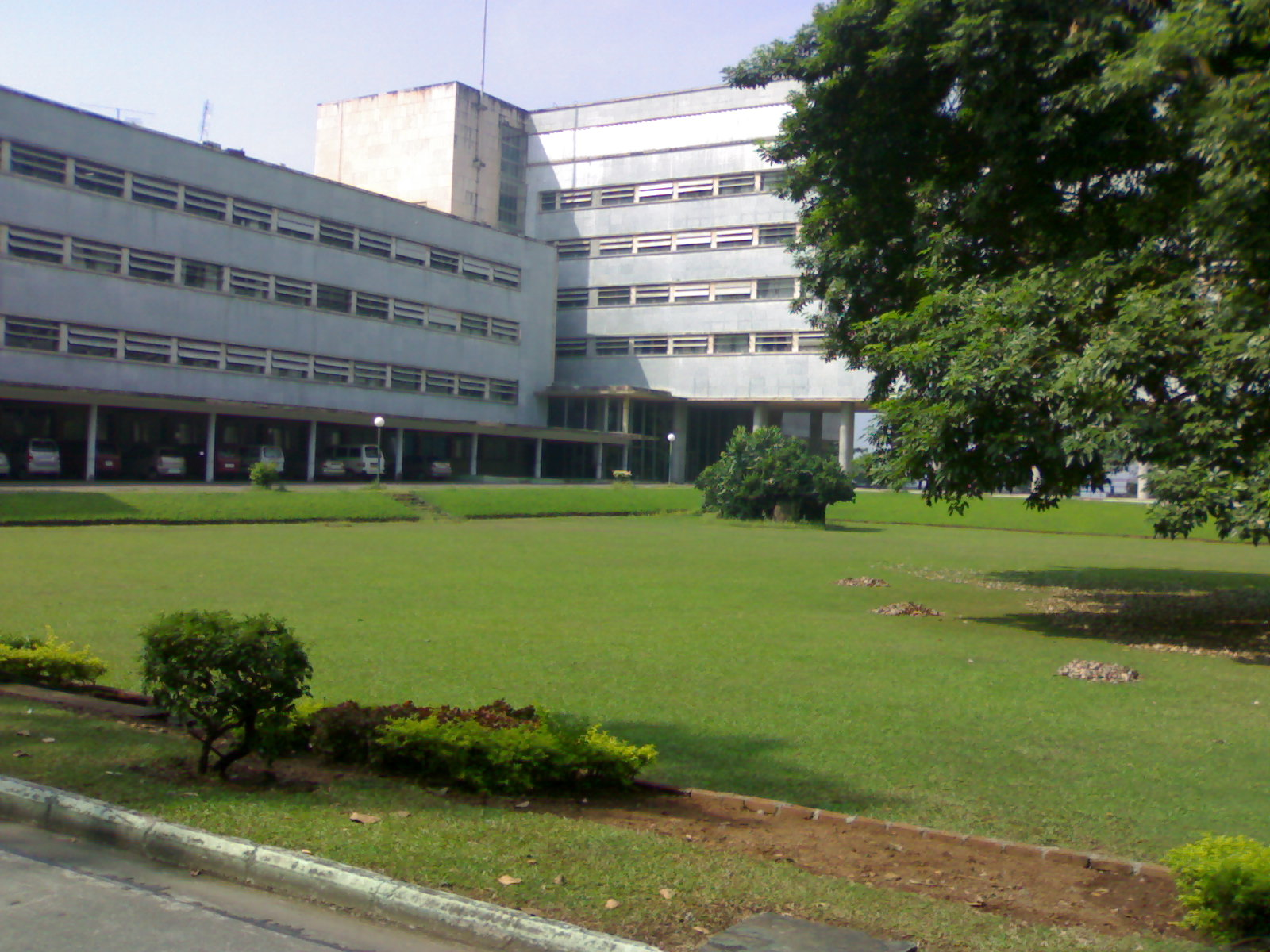
Instituto Tata de Investigación Fundamental

### Primeros años y educación
Nacido en Bijnor en el estado indio de Uttar Pradesh, Singh completó su educación en Dev Nagri Inter College, Meerut en 1951 y aprobó el curso intermedio de Meerut College de la Universidad de Agra en 1953. Después de obtener una licenciatura en física, química y matemáticas en 1955 y una maestría en física en 1957 de la misma institución, se unió al Instituto Tata de Investigación Fundamental como asistente de investigación ese mismo año. Posteriormente, tomando un año sabático del servicio, se matriculó para estudios de doctorado en la Universidad de California, Berkeley y trabajó bajo la dirección de Geoffrey Chew, conocido por sus contribuciones a los campos de los mesones y el modelo bootstrap, para obtener un doctorado en 1962. Se quedó en los EE. UU. para completar su trabajo de posdoctorado en tres instituciones, el Laboratorio Nacional Lawrence Berkeley (1959–62) como estudiante graduado, el Instituto de Tecnología de California (1962–63) como investigador asociado con Murray Gell-Mann e Instituto de Estudios Avanzados, Princeton (1963-1964) como miembro.

### Carrera profesional
A su regreso a la India en 1964, reanudó su carrera en el TIFR y sirvió a la institución en diversos cargos como profesor (1970-81), profesor titular (1981-90) y profesor de eminencia hasta su jubilación del servicio en 2003. Durante este periodo, ocupó la dirección de la institución de 1987 a 1997. Tras su jubilación, continuó su asociación con el TIFR como profesor de investigación C. V. Raman de la Academia Nacional de Ciencias de la India hasta 2008. Entremedias, realizó dos breves estancias en la Universidad Rockefeller, primero como profesor asociado visitante durante (1966-67) y luego como profesor visitante durante (1971-72). Cuando la Asociación de Física de la India y el Instituto de Física introdujeron conjuntamente un programa de conferencias de intercambio en honor de John Douglas Cockcroft, Ernest Thomas Sinton Walton y Homi J. Bhabha en 1998, fue el primero en pronunciar la conferencia Homi Bhabha en 2000.

### Vida personal
Singh vive en Andheri West en Mumbai.

## Legado

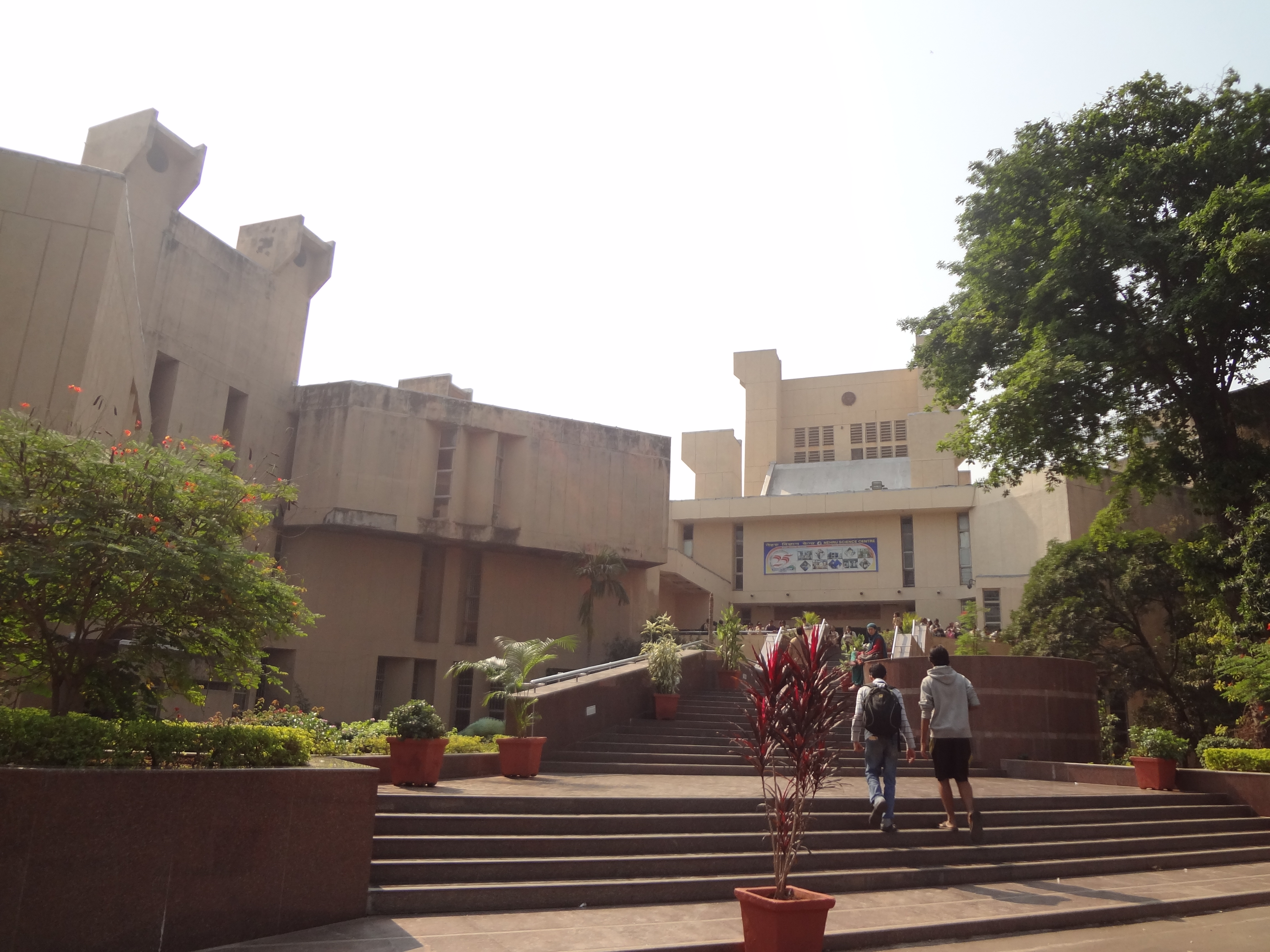
Centro de Ciencias Nehru

Los estudios de Singh abarcaron los campos de la física de altas energías, la mecánica cuántica y la física de partículas y, según se informa, realizó importantes contribuciones sobre la teoría de la matriz S y las teorías de simetría de los hadrones. Su colaboración con Virendra Gupta dio como resultado el desarrollo de la regla de la suma de la constante de acoplamiento de Gupta-Singh relacionada con el decuplo de bariones y trabajó junto a M. A. Beg para desarrollar la fórmula de masa SU (6) de Beg-Singh. Su trabajo teórico sobre las amplitudes de dispersión ha ayudado a ampliar la comprensión de las secciones transversales totales de alta energía en los procesos hadrónicos. Propuso el lema de Singh, un método para calcular el valor umbral de la amplitud a partir de la condición gauge. Sus otras contribuciones incluyen los teoremas de Singh-Pais y los límites de Singh-Roy relacionados con la dispersión compton y las amplitudes de dispersión. Sus estudios han sido documentados mediante una serie de artículos y el repositorio de artículos de la Academia de Ciencias de la India recoge 84 de ellos. Además, ha contribuido con capítulos a libros publicados por otros, incluyendo una conferencia en un libro editado por B. V. Sreekantan y Scientific Realism and Classical Physics, un artículo general publicado en History and Philosophy of Physics publicado por el Indian Council of Philosophical Research. Su trabajo también ha sido citado por otros autores.

### Asociaciones profesionales
En el frente académico, jugó un papel decisivo en la organización de una escuela de investigación sobre física teórica en el Instituto Tata de Investigación Fundamental, junto con Bhalchandra Udgaonkar. Ha sido miembro de los consejos editoriales de Indian Journal of Pure and Applied Physics (1974–76 y 1989–91), Indian Journal of Pure and Applied Mathematics (1975–77), Pramana (1982–89), Comments on Nuclear y Física de partículas (1985–92) y Boletín de física de Asia y el Pacífico (1990). Presidió la junta de investigación en ciencia nuclear del Departamento de Energía Atómica y formó parte de la comisión sobre partículas y campos de la Unión Internacional de Física Pura y Aplicada de 1986 a 1993. Fue vicepresidente de la Asociación India de Física entre 1983 y 1984 y presidió la asociación entre 1985 y 1987. Fue presidente del capítulo de Mumbai de la Sociedad de Ingeniería e Investigación de Electrónica de Microondas Aplicadas (SAMEER) del Ministerio de Electrónica y Tecnología de la Información (1993–97) y el Centro de Ciencias Nehru (1994–96). Ha estado asociado con la Academia de Ciencias de la India como miembro del consejo (1977–82) y con la Academia Nacional de Ciencias de la India como presidente de su capítulo de Mumbai (2001–07). También ha sido miembro de los consejos de varios institutos y asociaciones que incluyen el Instituto de Estadística de la India (1986–88), el Instituto Saha de Física Nuclear (1987–92), la Asociación de Noticias de Ciencias de la India (1994–2001) y el Consejo Nacional. de Museos de Ciencias (1994-1998).

## Premios y honores
La Academia de Ciencias de la India eligió a Singh como miembro en 1970 y el Consejo de Investigación Científica e Industrial le otorgó el Premio Shanti Swarup Bhatnagar, uno de los premios científicos más importantes de la India en 1973. Se convirtió en miembro electo de la Academia Nacional de Ciencias de la India en 1975 y cuatro años más tarde, la Comisión de Becas de la universidad de la India lo seleccionó para el Premio Meghnad Saha de 1979. Recibió la beca de la Academia Nacional de Ciencias de la India en 1989 y el Premio Goyal de Ciencias Físicas en 1995. La Asociación del Congreso de Ciencias de la India le otorgó la Medalla de Oro del Centenario del Nacimiento CV Raman en 1996 y la Academia Mundial de Ciencias lo eligió como miembro en 1999. También es miembro del Instituto de Física y entre los discursos de premios que entregó se encuentran la Conferencia Conmemorativa de K. R. Ramanathan del Laboratorio de Investigación Física (1995), la Conferencia del Bicentenario del Instituto Indio de Astrofísica (1995), la Conferencia Conmemorativa de S. N. Bose del Centro Nacional de Ciencias Básicas de S.N. Bose (1995), la Conferencia Meghnad Saha de la Academia Nacional de Ciencias de la India (1996) y la Conferencia Conmemorativa de la Sociedad Matemática de Calcuta (1995). Bose National Centre for Basic Sciences (1995), la conferencia en memoria de S. N. Bose de la Kolkata Mathematical Society (1995), la conferencia Meghnad Saha de la National Academy of Sciences, India (1996) y la conferencia en memoria de Bhabha de la Institution of Electronics and Telecommunication Engineers (1997).